# Champion des champions de L'Équipe
Pour les articles homonymes, voir Champions (homonymie).
Le quotidien sportif français L’Équipe décerne en décembre de chaque année les trophées de Champion des champions. Depuis 1946, la rédaction du journal attribue au sportif français ayant réalisé la meilleure performance au cours de l’année écoulée le titre de Champion des champions français. Depuis 1975, un titre de Champions des champions mondiaux est décerné au sportif, français ou non, ayant réalisé la meilleure performance au cours de l’année écoulée.
Les sportifs les plus titrés « Monde » sont Usain Bolt chez les hommes avec 5 récompenses et Simone Biles chez les femmes avec 5 récompenses également.
Les plus titrés « France » sont Bernard Hinault et Alain Prost chez les hommes avec 4 récompenses, tandis que chez les femmes ce sont Pauline Ferrand-Prévot et Clarisse Agbegnenou avec 3 récompenses.

## Champions des champions mondiaux
| Année                                           | Sportif                    | Nationalité        | Sport               | Palmarès de l'année |
| ----------------------------------------------- | -------------------------- | ------------------ | ------------------- | --- |
| 1975                                            | John Walker                | Nouvelle-Zélande   | Athlétisme          | Recordman du monde du mile (3 min 49 s 4) |
| 1976                                            | Alberto Juantorena         | Cuba               | Athlétisme          | Double champion olympique du 400 m et du 800 m, recordman du monde du 800 m (1 min 43 s 50) à Montréal |
| 1977                                            | Rosemarie Ackermann        | Allemagne de l'Est | Athlétisme          | Recordman du monde du saut en hauteur au Meeting de Berlin. Première femme à franchir la barre des 2,00 m |
| 1978                                            | Henry Rono                 | Kenya              | Athlétisme          | Quatruple recordman du monde du 3 000 m (7 min 32 s 1), du 3 000 m steeple (8 min 05 s 4), du 5 000 m (13 min 08 s 4) et du 10 000 m (27 min 22 s 5)                                                                                   |
| 1979                                            | Sebastian Coe              | Royaume-Uni        | Athlétisme          | Triple recordman du monde du 800 m (1 min 42 s 33), du mile (3 min 49 s 0) et du 1 500 m (3 min 32 s 03) |
| 1980                                            | Eric Heiden                | États-Unis         | Patinage de vitesse | Quintuple champion olympique (500 m, 1 000 m, 1 500 m, 5 000 m, 10 000 m) à Lake Placid |
| 1981                                            | Sebastian Coe              | Royaume-Uni        | Athlétisme          | Triple recordman du monde du 800 m (1 min 41 s 73), du 1 000 m (2 min 12 s 18) et du mile (3 min 47 s 33) |
| 1982                                            | Paolo Rossi                | Italie             | Football            | Vainqueur et meilleur buteur de la coupe du monde avec l’équipe d’Italie en Espagne et vainqueur du Ballon d'or |
| 1983                                            | Carl Lewis                 | États-Unis         | Athlétisme          | Triple champion du monde du 100 m du saut en longueur et relais 4 × 100 m à Helsinki |
| 1984                                            | Carl Lewis                 | États-Unis         | Athlétisme          | Quadruple champion olympique du 100 m, du 200 m, du saut en longueur et du 4 × 100 m à Los Angeles |
| 1985                                            | Sergueï Bubka              | Union soviétique   | Athlétisme          | Recordman du monde du saut à la perche, premier homme à franchir la barre des 6.00 m |
| 1986                                            | Diego Maradona             | Argentine          | Football            | Vainqueur de la coupe du monde avec l’équipe d’Argentine au Mexique |
| 1987*                                           | Ben Johnson *              | Canada             | Athlétisme          | Champion du monde et record du monde (9 s 87) du 100 m ; * (titre retiré au Canadien convaincu de dopage) |
| 1988                                            | Florence Griffith-Joyner   | États-Unis         | Athlétisme          | Triple championne olympique du 100 m, du 200 m et du 4 × 100 m à Séoul. Double recordman du monde du 100 m (10 s 49) et du 200 m (21 s 34)                                                                                             |
| 1989                                            | Greg LeMond                | États-Unis         | Cyclisme            | Vainqueur du Tour de France et champion du monde sur route à Chambéry |
| 1990                                            | Ayrton Senna               | Brésil             | Formule 1           | Champion du monde des pilotes |
| 1991                                            | Carl Lewis                 | États-Unis         | Athlétisme          | Double champion du monde du 100 m, relais 4 × 100 m à Tokyo et recordman du monde du 100 m (9 s 86) |
| 1992                                            | Michael Jordan             | États-Unis         | Basket-ball         | Champion olympique avec l'équipe des États-Unis à Barcelone et champion NBA avec les Chicago Bulls |
| 1993                                            | Noureddine Morceli         | Algérie            | Athlétisme          | Champion du monde du 1500 m à Stuttgart et recordman du monde du mile (3 min 44 s 39) |
| 1994                                            | Romário                    | Brésil             | Football            | Vainqueur de la coupe du monde avec l'équipe du Brésil aux États-Unis |
| 1995                                            | Jonathan Edwards           | Royaume-Uni        | Athlétisme          | Champion du monde et recordman du monde du triple saut (18.29 m) à Göteborg |
| 1996                                            | Michael Johnson            | États-Unis         | Athlétisme          | Double champion olympique du 200 m, 400 m, recordman du monde du 200 m (19 s 32) à Atlanta |
| 1997                                            | Sergueï Bubka              | Ukraine            | Athlétisme          | Champion du monde du saut à la perche à Athènes |
| 1998                                            | Zinédine Zidane            | France             | Football            | Vainqueur de la coupe du monde avec l'équipe de France en France et du Ballon d'or |
| 1999                                            | Andre Agassi               | États-Unis         | Tennis              | Vainqueur de 2 tournois du Grand Chelem (Roland-Garros et de l’US Open) et n°1 mondial. Grand Chelem en carrière. |
| 2000                                            | Tiger Woods                | États-Unis         | Golf                | Vainqueur de 3 tournois du Grand Chelem (US Open, British Open, US PGA) |
| 2001                                            | Michael Schumacher         | Allemagne          | Formule 1           | Champion du monde des pilotes |
| 2002                                            | Michael Schumacher         | Allemagne          | Formule 1           | Champion du monde des pilotes |
| 2003                                            | Michael Schumacher         | Allemagne          | Formule 1           | Champion du monde des pilotes |
| 2004                                            | Hicham El Guerrouj         | Maroc              | Athlétisme          | Double champion olympique du 1 500 m, 5 000 m à Athènes |
| 2005                                            | Roger Federer              | Suisse             | Tennis              | Vainqueur de 2 tournois du Grand Chelem (Wimbledon ,US Open), 81 matchs gagnés sur 85 et n°1 mondial |
| 2006                                            | Roger Federer              | Suisse             | Tennis              | Vainqueur de 3 tournois du Grand Chelem (Open d'Australie, Wimbledon, US Open), du Masters et n°1 mondial |
| 2007                                            | Roger Federer              | Suisse             | Tennis              | Vainqueur de 3 tournois du Grand Chelem (Open d'Australie, Wimbledon, US Open), du Masters et n°1 mondial |
| 2008                                            | Usain Bolt                 | Jamaïque           | Athlétisme          | Triple champion olympique du 100 m, du 200 m et du 4 × 100 m et triple recordman du monde du 100 m (9 s 69), du 200 m (19 s 30) et du 4 × 100 m (37 s 10) à Pékin                                                                      |
| 2009                                            | Usain Bolt                 | Jamaïque           | Athlétisme          | Triple champion du monde du 100 m, du 200 m et du 4 × 100 m et double recordman du monde du 100 m (9 s 58) et du 200 m (19 s 19) à Berlin                                                                                              |
| 2010                                            | Rafael Nadal               | Espagne            | Tennis              | Vainqueur de 3 tournois du Grand Chelem (Roland-Garros, Wimbledon, US Open) et n°1 mondial |
| 2011                                            | Lionel Messi               | Argentine          | Football            | Vainqueur de la coupe du monde des clubs, de la Ligue des Champions, de la supercoupe d'Europe, du championnat d'Espagne et de la supercoupe d'Espagne avec le FC Barcelone. Meilleur buteur de la Ligue des Champions et ballon d'or. |
| ↓ Prix séparé entre hommes et femmes ↓          |                            |                    |                     | |
| 2012                                            | Serena Williams            | États-Unis         | Tennis              | Championne olympique à Londres, vainqueur de 2 tournois du Grand Chelem (Wimbledon, US Open) et du Masters |
| 2012                                            | Usain Bolt                 | Jamaïque           | Athlétisme          | Triple champion olympique du 100 m, du 200 m et du 4 × 100 m, recordman du monde du 4 × 100 m (36 s 84) à Londres |
| 2013                                            | Serena Williams            | États-Unis         | Tennis              | Vainqueure de 2 tournois du Grand Chelem (Roland-Garros, US Open) et n°1 mondiale |
| 2013                                            | Rafael Nadal               | Espagne            | Tennis              | Vainqueur de 2 tournois du Grand Chelem (Roland-Garros et US Open) et n°1 mondial |
| 2014                                            | Katie Ledecky              | États-Unis         | Natation            | Cinq records du monde du 400 m, 800 m et 1500 m nage libre |
| 2014                                            | Renaud Lavillenie          | France             | Athlétisme          | Champion d'Europe à Zurich, vainqueur de la Ligue de Diamant et recordman du monde du saut à la perche (6.16 m) |
| 2015                                            | Serena Williams            | États-Unis         | Tennis              | Vainqueure de 3 tournois du Grand Chelem (Open d'Australie, Roland-Garros, Wimbledon), n°1 mondiale |
| 2015                                            | Usain Bolt                 | Jamaïque           | Athlétisme          | Triple champion du monde du 100 m, 200 m et 4 × 100 m à Pékin |
| 2016                                            | Simone Biles               | États-Unis         | Gymnastique         | Quadruple championne olympique du concours général par équipes, du concours général individuel, au saut de cheval et exercice au sol à Rio                                                                                             |
| 2016                                            | Usain Bolt                 | Jamaïque           | Athlétisme          | Triple champion olympique du 100 m, 200 m et 4 × 100 m à Rio |
| 2017                                            | Katie Ledecky              | États-Unis         | Natation            | Quintuple championne du monde, ainsi qu'un titre de vice-championne du monde. |
| 2017                                            | Rafael Nadal Roger Federer | Espagne Suisse     | Tennis              | Honorés en commun à la suite de leur retour aux deux premières places mondiales. |
| 2018                                            | Simone Biles               | États-Unis         | Gymnastique         | Quadruple championne du monde du concours général par équipe, du concours général individuel, du saut et de l'exercice au sol |
| 2018                                            | Marcel Hirscher            | Autriche           | Ski alpin           | Double champion olympique du combiné, du slalom géant à Pyeongchang et vainqueur du général de la coupe du monde de ski alpin et des globes en géant et en slalom                                                                      |
| 2019                                            | Simone Biles               | États-Unis         | Gymnastique         | Quintuple championne du monde du concours général par équipe, du concours général individuel, du saut, de la poutre et de l'exercice au sol                                                                                            |
| 2019                                            | Rafael Nadal               | Espagne            | Tennis              | Vainqueur de 2 tournois du Grand Chelem (Roland-Garros et US Open), de la Coupe Davis et n°1 mondial |
| 2020                                            | Marte Olsbu Røiseland      | Norvège            | Biathlon            | Quintuple championne du monde du sprint, de la Mass Start du Relais, du Relais mixte et du Relais simple mixte à Anterselva. |
| 2020                                            | Lewis Hamilton             | Royaume-Uni        | Formule 1           | Champion du monde des pilotes |
| 2021                                            | Elaine Thompson-Herah      | Jamaïque           | Athlétisme          | Triple championne olympique du 100 m, 200 m et 4 × 100 m à Tokyo |
| 2021                                            | Novak Djokovic             | Serbie             | Tennis              | Vainqueur de 3 tournois du Grand Chelem (Open d'Australie, Roland-Garros, Wimbledon), et n°1 mondial |
| 2022                                            | Iga Świątek                | Pologne            | Tennis              | Vainqueur de 2 tournois du Grand Chelem (Roland-Garros et US Open), n°1 mondiale et série de 37 victoires consécutives |
| 2022                                            | Lionel Messi               | Argentine          | Football            | Vainqueur et meilleur joueur de la Coupe du monde avec l'équipe d'Argentine au Qatar, du Championnat de France et du Trophée des champions avec le PSG                                                                                 |
| 2023                                            | Simone Biles               | États-Unis         | Gymnastique         | Quadruple championne du monde du concours général par équipe, du concours général individuel, de la poutre et de l'exercice au sol et médaillée d'argent au saut.                                                                      |
| 2023                                            | Novak Djokovic             | Serbie             | Tennis              | Vainqueur de 3 tournois du Grand Chelem (Open d'Australie, Roland-Garros, US Open), finaliste du tournoi de Wimbledon et vainqueur des Masters.                                                                                        |
| ↓ Prix séparé entre athlétes et para-athlètes ↓ |                            |                    |                     | |
| 2024                                            | Simone Biles               | États-Unis         | Gymnastique         | Triple championne olympique du concours général par équipe, du concours général individuel et du saut à Paris. |
| 2024                                            | Léon Marchand              | France             | Natation            | Quadruple champion olympique (200 mètres brasse, 200 mètres papillon, 200 mètres quatre nages, 400 mètres quatre nages) à Paris. |
| 2024                                            | Jiang Yuyan                | Chine              | Natation            | Septuple championne olympique à Paris |
| 2024                                            | Gabriel Dos Santos Araújo  | Brésil             | Natation            | Triple champion olympique à Paris |

## Champions des champions français
| Année                                  | Sportif                                                              | Sport             | Palmarès de l'année |
| -------------------------------------- | -------------------------------------------------------------------- | ----------------- | --- |
| ↓ 1940 ↓                               |                                                                      |                   | |
| 1946                                   | Jean Séphériades                                                     | Aviron            | Vainqueur en skiff des Diamonds Sculls (véritables championnats du monde d’aviron) |
| 1947                                   | Christian d'Oriola                                                   | Escrime           | Double champion du monde de Fleuret (individuel et par équipe) à Lisbonne |
| 1948                                   | Marcel Cerdan                                                        | Boxe              | Champion du monde des poids moyens |
| 1949                                   | Alain Mimoun (1)                                                     | Athlétisme        | Vainqueur du Cross des Nations (véritable championnat du monde de la spécialité) |
| ↓ 1950 ↓                               |                                                                      |                   | |
| 1950                                   | Papa Gallo Thiam                                                     | Athlétisme        | Record de France du saut en hauteur à 2,03 m et invaincu en compétition |
| 1951                                   | Puig-Aubert                                                          | Rugby à XIII      | Grand artisan de la tournée triomphale du XIII de France dans l’hémisphère sud |
| 1952                                   | Jean Boiteux                                                         | Natation          | Champion olympique du 400 m nage libre à Helsinki |
| 1953                                   | Louison Bobet (1)                                                    | Cyclisme          | Vainqueur du Tour de France |
| 1954                                   | Louison Bobet (2)                                                    | Cyclisme          | Vainqueur du Tour de France et champion du monde sur route à Solingen |
| 1955                                   | Raymond Kopa (1)                                                     | Football          | Champion de France avec le Stade de Reims |
| 1956                                   | Alain Mimoun (2)                                                     | Athlétisme        | Champion olympique du marathon à Melbourne |
| 1957                                   | Roger Rivière                                                        | Cyclisme          | Champion du monde de poursuite, Recordman du monde de l’heure avec 46,923 km |
| 1958                                   | Raymond Kopa (2)                                                     | Football          | Troisième de la Coupe du monde avec l'Équipe de France, Vainqueur de la Coupe d’Europe des clubs champions avec le Real Madrid, Vainqueur du Ballon d’or                                                                         |
| 1959                                   | Lucien Mias                                                          | Rugby à XV        | Capitaine du XV de France vainqueur du Tournoi des Cinq Nations |
| ↓ 1960 ↓                               |                                                                      |                   | |
| 1960                                   | Michel Jazy (1)                                                      | Athlétisme        | Médaillé olympique à Rome (argent sur 1500 m) |
| 1961                                   | Guy Périllat                                                         | Ski alpin         | Vainqueur de 6 épreuves dont celles de Wengen, Kitzbühel et du Kandahar |
| 1962                                   | Michel Jazy (2)                                                      | Athlétisme        | Bat les records du monde du 2000 et du 3000 mètres et champion d’Europe du 1 500 mètres |
| 1963                                   | Jacques Anquetil                                                     | Cyclisme          | Vainqueur du Tour de France et du Tour d’Espagne, 23 victoires dans la saison |
| 1964                                   | Marielle Goitschel                                                   | Ski alpin         | Triple médaillée olympique à Innsbruck : (or en Slalom géant et en Combiné, argent en slalom spécial) |
| 1965                                   | Michel Jazy (3)                                                      | Athlétisme        | 4 records du monde (mile, 2 miles, 3000 m et 4×1500 m), 5 records d’Europe et 9 records de France |
| 1966                                   | Alain Mosconi                                                        | Natation          | Troisième aux championnats d’Europe sur 400m et premier français sous les 2 minutes sur 200 m nage libre |
| 1967                                   | Jean-Claude Killy (1)                                                | Ski alpin         | Vainqueur de la Coupe du monde de ski alpin au général, en descente, en slalom spécial et slalom géant. Remporte 12 épreuves au cours de la saison                                                                               |
| 1968                                   | Jean-Claude Killy (2)                                                | Ski alpin         | Triple champion olympique à Grenoble et Champion du monde du combiné |
| 1969                                   | Nicole Duclos                                                        | Athlétisme        | Championne d’Europe et détentrice du record du monde du 400m |
| ↓ 1970 ↓                               |                                                                      |                   | |
| 1970                                   | Jean-Claude Nallet                                                   | Athlétisme        | Meilleure performance mondiale sur 400 m haies et vainqueur de la Coupe d'Europe sur 400 m haies |
| 1971                                   | Jean-Claude Bouttier                                                 | Boxe              | Champion d’Europe des poids moyens et champion de France |
| 1971                                   | Régis Ovion                                                          | Cyclisme          | Champion du monde amateur sur route et vainqueur du Tour de l’avenir |
| 1972                                   | Daniel Morelon                                                       | Cyclisme          | Champion olympique de vitesse à Munich |
| 1973                                   | François Cevert (à titre posthume)                                   | Formule 1         | Mort pendant les essais du Grand Prix des États-Unis alors qu’il occupait la troisième place du championnat du monde des pilotes de F1                                                                                           |
| 1974                                   | Guy Drut (1)                                                         | Athlétisme        | Champion d’Europe du 110 m haies, recordman d’Europe de 110 m haies pour la 4e fois à Rome |
| 1974                                   | Raymond Poulidor                                                     | Cyclisme          | Deuxième du Tour de France et vice Champion du monde sur route |
| 1975                                   | Guy Drut (2)                                                         | Athlétisme        | Recordman du monde de 110 m haies (en 13 s) |
| 1975                                   | Bernard Thévenet                                                     | Cyclisme          | Vainqueur du Tour de France |
| 1976                                   | Guy Drut (3)                                                         | Athlétisme        | Champion olympique du 110 m haies à Montréal |
| 1977                                   | Michel Platini (1)                                                   | Football          | Qualifié pour la Coupe du monde 1978 avec l' Équipe de France et troisième du Ballon d’or |
| 1978                                   | Bernard Hinault (1)                                                  | Cyclisme          | Vainqueur du Tour de France et champion de France sur route |
| 1979                                   | Bernard Hinault (2)                                                  | Cyclisme          | Vainqueur du Tour de France et de 7 étapes |
| ↓ 1980 ↓                               |                                                                      |                   | |
| 1980                                   | Bernard Hinault (3)                                                  | Cyclisme          | Vainqueur du Tour d’Italie et champion du monde sur route à Sallanches |
| 1981                                   | Bernard Hinault (4)                                                  | Cyclisme          | Vainqueur du Tour de France et de Paris-Roubaix |
| 1982                                   | Alain Giresse                                                        | Football          | Quatrième de la Coupe du monde avec l'équipe de France et deuxième du Ballon d'or |
| 1983                                   | Yannick Noah                                                         | Tennis            | Vainqueur de Roland-Garros |
| 1984                                   | Michel Platini (2)                                                   | Football          | Vainqueur du Championnat d’Europe des Nations avec l' Équipe de France, Vainqueur du Ballon d’or Vainqueur de la Coupe des vainqueurs de Coupes avec la Juventus                                                                 |
| 1985                                   | Alain Prost (1)                                                      | Formule 1         | Champion du monde des pilotes de F1 |
| 1986                                   | Alain Prost (2)                                                      | Formule 1         | Champion du monde des pilotes de F1 |
| 1987                                   | Jeannie Longo                                                        | Cyclisme          | Vainqueur du Tour de France féminin et Championne du monde sur route à Villach |
| 1988                                   | Jean-François Lamour                                                 | Escrime           | Champion olympique du sabre individuel à Séoul |
| 1989                                   | Alain Prost (3)                                                      | Formule 1         | Champion du monde des pilotes de F1 |
| ↓ 1990 ↓                               |                                                                      |                   | |
| 1990                                   | Florence Arthaud                                                     | Voile             | Vainqueur de la Route du Rhum et record de la traversée de l'Atlantique en solitaire |
| 1990                                   | Max Morinière Daniel Sangouma Jean-Charles Trouabal Bruno Marie-Rose | Athlétisme        | Champions d’Europe du 4×100 m, recordmans du monde du relais 4 × 100 m (37 s 79) à Split |
| 1991                                   | Guy Forget Henri Leconte                                             | Tennis            | Vainqueur de la Coupe Davis |
| 1992                                   | Marie-José Pérec (1)                                                 | Athlétisme        | Championne olympique du 400 m à Barcelone |
| 1993                                   | Alain Prost (4)                                                      | Formule 1         | Champion du monde des pilotes de F1 |
| 1994                                   | Luc Leblanc                                                          | Cyclisme          | Champion du monde sur route à Agrigente |
| 1995                                   | David Douillet (1)                                                   | Judo              | Double champion du monde (+95 kg et toutes catégories) à Chiba |
| 1996                                   | Marie-José Pérec (2)                                                 | Athlétisme        | Championne olympique du 200 m et du 400 m à Atlanta |
| 1997                                   | Luc Alphand                                                          | Ski alpin         | Vainqueur de la coupe du monde de ski alpin au général, en descente et en super G |
| 1998                                   | Zinédine Zidane                                                      | Football          | Vainqueur de la Coupe du monde avec l'Équipe de France, Vainqueur du Ballon d'or |
| 1999                                   | Eunice Barber                                                        | Athlétisme        | Championne du monde de l'heptathlon à Séville |
| ↓ 2000 ↓                               |                                                                      |                   | |
| 2000                                   | David Douillet (2)                                                   | Judo              | Champion olympique des + 95 kg à Sydney |
| 2001                                   | Jackson Richardson                                                   | Handball          | Vainqueur du championnat du monde à Bercy avec l'équipe de France, Vainqueur de la Ligue des champions avec Pampelune |
| 2002                                   | Carole Montillet                                                     | Ski alpin         | Championne olympique de la descente à Salt Lake City |
| 2003                                   | Tony Parker                                                          | Basket-ball       | Champion de la NBA avec les Spurs de San Antonio (premier français) |
| 2004                                   | Laure Manaudou (1)                                                   | Natation          | Triple médaillée olympique à Athènes (or sur 400 m nage libre, argent sur 800 m nage libre et bronze sur 100 m dos). Championne d'Europe (sur 100 m dos, 400 m nage libre et relais 4 × 100 m 4 nages)                           |
| 2005                                   | Ladji Doucouré                                                       | Athlétisme        | Champion du monde du 110 m haies et du 4 × 100 m à Helsinki |
| 2006                                   | Laure Manaudou (2)                                                   | Natation          | Championne d'Europe (400 m et 800 m nage libre, 100 m dos, 200 m 4 nages) Record du monde du 400 m (4 min 02 s 13), record du monde du 400 m pb (3 min 56 s 09) et record du monde du 800 m pb (8 min 11 s 25)                   |
| 2007                                   | Sébastien Loeb Daniel Elena (1)                                      | Rallye automobile | Vainqueurs du Championnat du monde des Rallyes pour la quatrième fois consécutive |
| 2008                                   | Alain Bernard                                                        | Natation          | Triple médaillé olympique à Pékin (or 100 m, argent du relais 4×100 m et bronze 50 m) , Champion d'Europe (50 m, 100 m), Record du monde du 50 m (21 s 50) et record du monde 100 m à 3 reprises (47 s 60, 47 s 50 et 47 s 20,)  |
| 2009                                   | Sébastien Loeb Daniel Elena (2)                                      | Rallye automobile | Vainqueurs du Championnat du monde des Rallyes pour la sixième fois consécutive |
| ↓ 2010 ↓                               |                                                                      |                   | |
| 2010                                   | Christophe Lemaitre                                                  | Athlétisme        | Triple champion d'Europe (du 100 m, 200 m et 4×100 m) à Barcelone, Premier athlète blanc sous les 10 s au 100 mètres (9 s 97) |
| 2011                                   | Nikola Karabatic                                                     | Handball          | Vainqueur du Championnat du monde avec l'Équipe de France, Champion de France avec le club de Montpellier AHB |
| ↓ Prix séparé entre hommes et femmes ↓ |                                                                      |                   | |
| 2012                                   | Teddy Riner (1)                                                      | Judo              | Champion olympique des + de 100 kg à Londres, quintuple champion du monde à Paris. |
| 2012                                   | Camille Muffat                                                       | Natation          | Triple médaillée olympique à Londres (or sur 400 m nage libre, argent sur 200 m nage libre, bronze sur 4×200 m nage libre), Triple championne d'Europe en petit bassin. Recordwoman du monde du 400 m pb                         |
| 2013                                   | Tony Parker                                                          | Basket-ball       | Vainqueur de l'Euro avec l'équipe de France et finaliste de la NBA avec les Spurs de San Antonio |
| 2013                                   | Marion Bartoli                                                       | Tennis            | Vainqueure d'un tournoi du Grand Chelem (Wimbledon) |
| 2014                                   | Renaud Lavillenie                                                    | Athlétisme        | Champion d'Europe de saut à la perche à Zurich, vainqueur de la Ligue de Diamant et recordman du monde du saut à la perche |
| 2014                                   | Pauline Ferrand-Prévot (1)                                           | Cyclisme          | Double championne du monde (course en ligne et relais mixte VTT), multiple-championne de France (course en ligne, contre-la-montre, cyclo-cross et VTT) et championne d'Europe de VTT espoirs                                    |
| 2015                                   | Florent Manaudou                                                     | Natation          | Triple champion du monde (50 m, 50 m papillon et 4 × 100 m), double champion de France (50 m et 50 m papillon) |
| 2015                                   | Pauline Ferrand-Prévot (2)                                           | Cyclisme          | Triple championne du monde (VTT individuel et par équipes, cyclo-cross), multiple-championne de France (course en ligne, cyclo-cross et VTT)                                                                                     |
| 2016                                   | Teddy Riner (2)                                                      | Judo              | Champion olympique des + de 100 kg à Rio, champion d'Europe à Kazan |
| 2016                                   | Émilie Andéol                                                        | Judo              | Championne olympique des + de 78 kg à Rio |
| 2017                                   | Teddy Riner (3)                                                      | Judo              | Double champion du monde en plus de 100 kg et toutes catégories |
| 2017                                   | Tessa Worley                                                         | Ski alpin         | Double championne du monde en slalom géant et mixte et victorieuse du globe de cristal de slalom géant |
| 2018                                   | Kevin Mayer                                                          | Athlétisme        | Champion du monde en salle de l'heptathlon et recordman du monde du décathlon avec 9 126 points |
| 2018                                   | Clarisse Agbegnenou (1)                                              | Judo              | Championne du monde de judo en moins de 63 kg à Bakou, invaincue sur toute la saison. |
| 2019                                   | Julian Alaphilippe (1)                                               | Cyclisme          | Vainqueur de la Flèche wallonne et de Milan-San Remo, maillot jaune pendant 14 jours sur le Tour de France. |
| 2019                                   | Clarisse Agbegnenou (2)                                              | Judo              | Championne du monde de judo en moins de 63 kg à Tokyo, judokate française la plus titrée de l'histoire. |
| ↓ 2020 ↓                               |                                                                      |                   | |
| 2020                                   | Julian Alaphilippe (2)                                               | Cyclisme          | Champion du monde sur route à Imola, maillot jaune pendant 3 jours sur le Tour de France et vainqueur de la Flèche brabançonne.                                                                                                  |
| 2020                                   | Pauline Ferrand-Prévot (3)                                           | Cyclisme          | Championne du monde de VTT cross-country à Leogang et championne d'Europe de VTT cross-country à Monte Tamaro. |
| 2021                                   | Julian Alaphilippe (3)                                               | Cyclisme          | Champion du monde sur route en Flandre, maillot jaune pendant 1 jour sur le Tour de France et vainqueur de la Flèche wallonne.                                                                                                   |
| 2021                                   | Clarisse Agbegnenou (3)                                              | Judo              | Championne du monde de judo en moins de 63 kg à Budapest. Double championne olympique en - de 63 kg et par équipes à Tokyo. |
| 2022                                   | Kylian Mbappé                                                        | Football          | Finaliste et meilleur buteur de la Coupe du monde avec l'équipe de France au Qatar. Vainqueur et meilleur buteur et passeur du Championnat de France et Vainqueur du Trophée des champions avec le PSG                           |
| 2022                                   | Caroline Garcia                                                      | Tennis            | Vainqueure du Masters, du double dames à Roland Garros et d'un WTA 1000. |
| 2023                                   | Léon Marchand (1)                                                    | Natation          | Triple champion du monde à Fukuoka (200 mètres papillon, 200 mètres quatre nages, 400 mètres quatre nages) et recordman du 400 mètres 4 nages                                                                                    |
| 2023                                   | Céline Boutier                                                       | Golf              | Vainqueure du The Evian Championship tournoi du Grand Chelem de golf |
| 2023                                   | Alexandre Léauté (1)                                                 | Paracyclisme      | Double champion du monde sur route (course en ligne et contre-la-montre C2), triple champion du monde sur piste (kilomètre, poursuite et omnium C2), double champion d'Europe sur route (course en ligne et contre-la-montre C2) |
| 2023                                   | Heïdi Gaugain                                                        | Paracyclisme      | Championne du monde de poursuite, médaillée d'argent de course sur route, médaillée de bronze du contre-la-montre |
| 2024                                   | Léon Marchand (2)                                                    | Natation          | Quadruple champion olympique (200 mètres brasse, 200 mètres papillon, 200 mètres quatre nages, 400 mètres quatre nages) à Paris.                                                                                                 |
| 2024                                   | Cassandre Beaugrand                                                  | Triathlon         | Championne olympique à Paris et championne du monde. |
| 2024                                   | Alexandre Léauté (2)                                                 | Paracyclisme      | Double champion olympique (course en ligne et contre-la-montre C2) à Paris. |
| 2024                                   | Marie Patouillet                                                     | Paracyclisme      | Championne olympique (poursuite C5) à Paris. |

### Statistiques des champions français

#### Récompenses multiples
- 4 : Bernard Hinault, Alain Prost
- 3 : Clarisse Agbegnenou, Julian Alaphilippe, Guy Drut, Pauline Ferrand-Prévot, Michel Jazy, Teddy Riner
- 2 : Louison Bobet, David Douillet, Jean-Claude Killy, Raymond Kopa, Sébastien Loeb (son copilote Daniel Elena est monégasque), Laure Manaudou, Léon Marchand, Alain Mimoun, Marie-José Pérec, Michel Platini, Alexandre Léauté

#### Sports représentés
- Athlétisme : 19
- Aviron : 1
- Basket-ball : 2
- Boxe : 2
- Cyclisme : 20
- Escrime : 2
- Football : 7
- Golf : 1
- Formule 1 : 5
- Handball : 2
- Judo : 9
- Natation : 9
- Rallye automobile : 2
- Rugby à XIII : 1
- Rugby à XV : 1
- Ski alpin : 7
- Tennis : 4
- Triathlon : 1
- Voile : 1

#### Sports représentés (handisport)
- Paracyclisme : 4